# Eilema saerdabensis
Eilema saerdabensis là một loài bướm đêm thuộc phân họ Arctiinae, họ Erebidae.